# Miconia annulata
Miconia annulata är en tvåhjärtbladig växtart som först beskrevs av Charles Victor Naudin, och fick sitt nu gällande namn av José Jéronimo Triana. Miconia annulata ingår i släktet Miconia och familjen Melastomataceae. Inga underarter finns listade i Catalogue of Life.